# Wilhelm Ritter (Maler)
Wilhelm Ritter (* 24. August 1860 in Nürnberg; † 1948 in Eschenbach bei Hersbruck, Mittelfranken) war ein deutscher Maler und Radierer.

## Leben
Wilhelm Ritter ist der zweitgeborene Sohn des Nürnberger Malers Lorenz Ritter und erlernte die Malerei durch diesen und seinen Onkel, Paul Ritter. Er studierte Malerei und Zeichnen an der Kunstgewerbeschule Nürnberg bei Friedrich Carl Mayer und Carl Jäger, und den Kunstakademien in München und Karlsruhe bei Gustav Schönleber. Mit seinem Karlsruher Lehrer machte er einige Studienreisen nach Oberitalien. Später bereiste er u. a. die Niederlande, Österreich und Südtirol.
Ritter führte den historistisch-spätromantischen Stil seines Vaters und seines Onkels weiter. Er malte in Öl und Aquarell. Bekannt wurde er insbesondere durch sein 10 × 15 Meter großes Monumentalgemälde „Der Marktplatz zu Nürnberg“, das auf der Weltausstellung in Chicago 1893 den Stand der Nürnberg-Fürther Industrie schmückte. Sein Vater Lorenz fertigte nach dem Bild einen Kupferstich. Wilhelm Ritter reiste selbst zur Weltausstellung nach Chicago. In seinem Spätwerk zeigt er sich stilistisch vom Impressionismus beeinflusst.
Zwei seiner Brüder, die beide jung verstarben, Paul Ritter der Jüngere (1859–1888) und Fritz Ritter (1868–1888), waren ebenfalls als Künstler tätig.
Anlässlich des 100. Todestags seines Onkels Paul wurde er 2007 gemeinsam mit der Künstlerfamilie von der Gemälde- und Skulpturensammlung der Stadt Nürnberg durch eine Ausstellung im Museum Industriekultur gewürdigt.

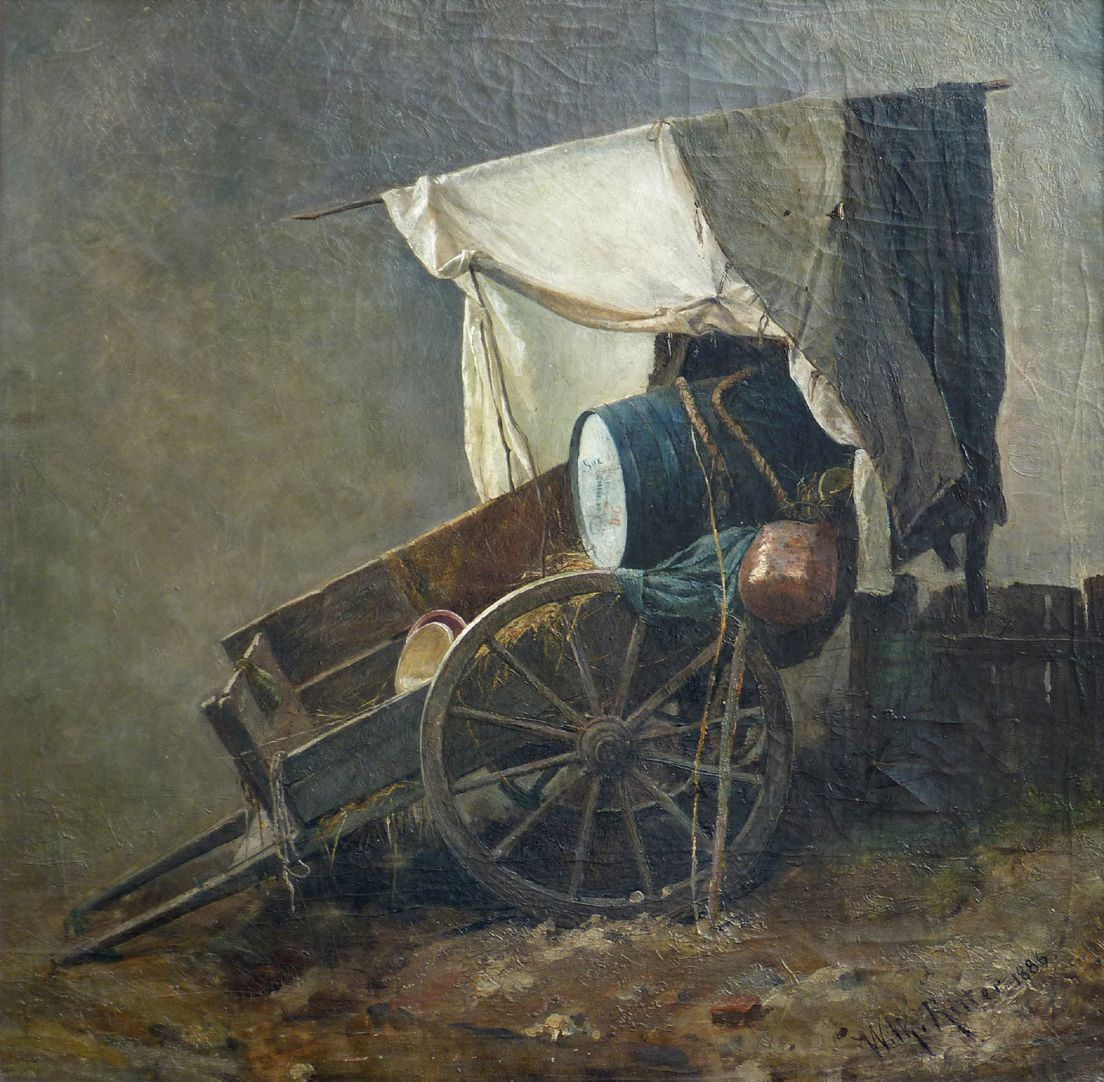
Karren mit Fass (1886)
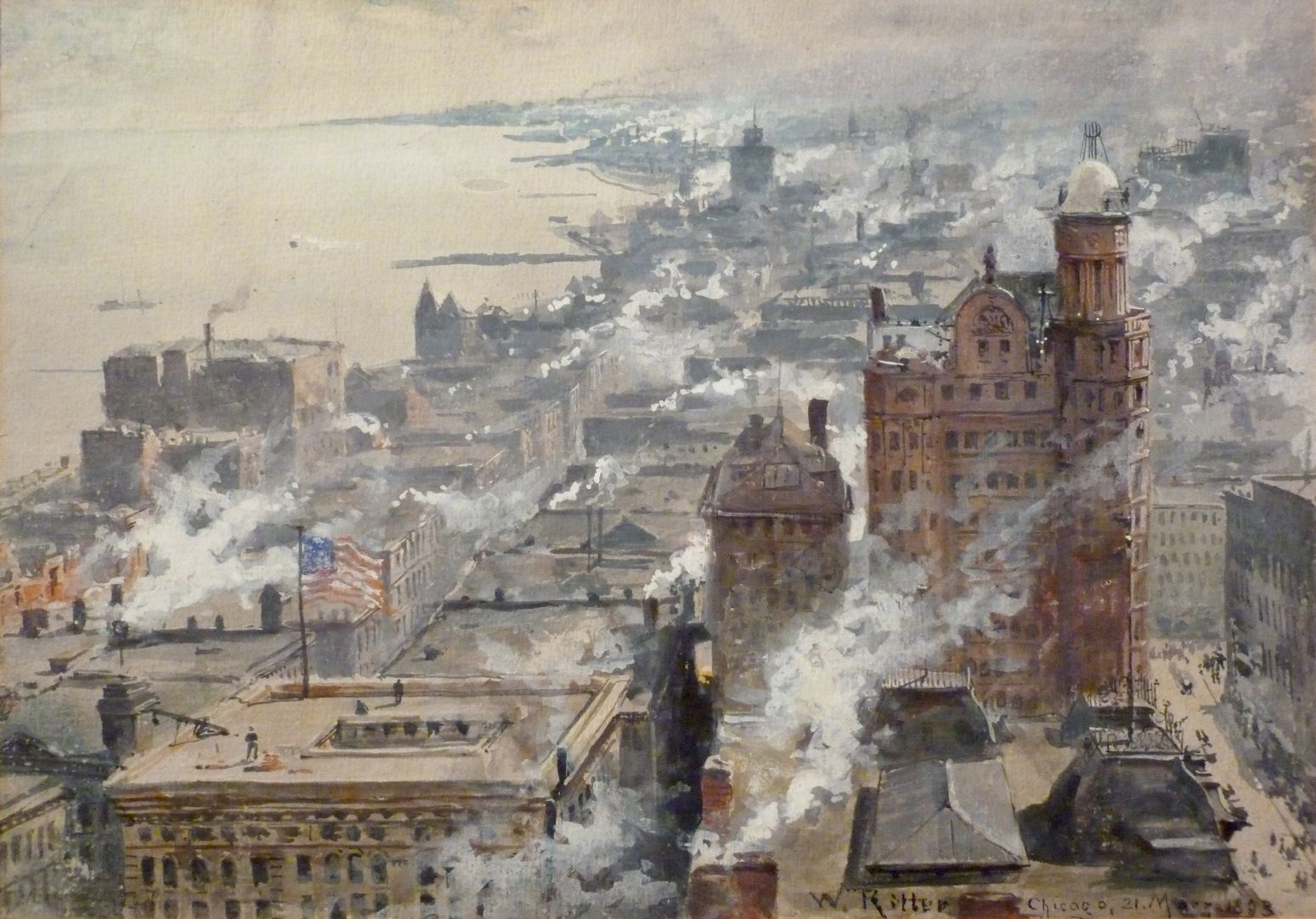
Blick auf Chicago (1893)
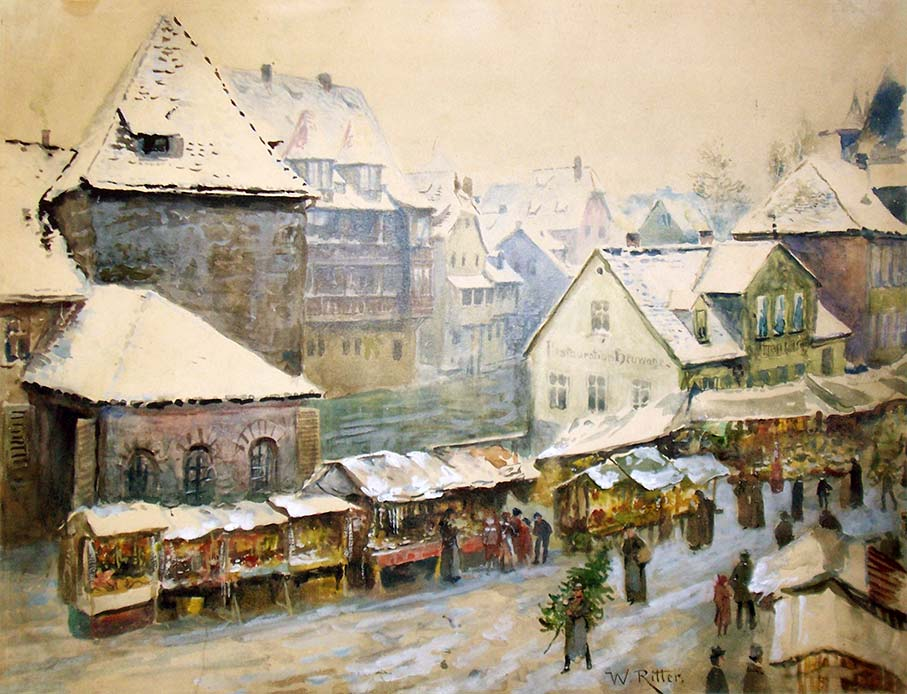
Weihnachtsmarkt auf der vorderen Insel Schütt (1930)
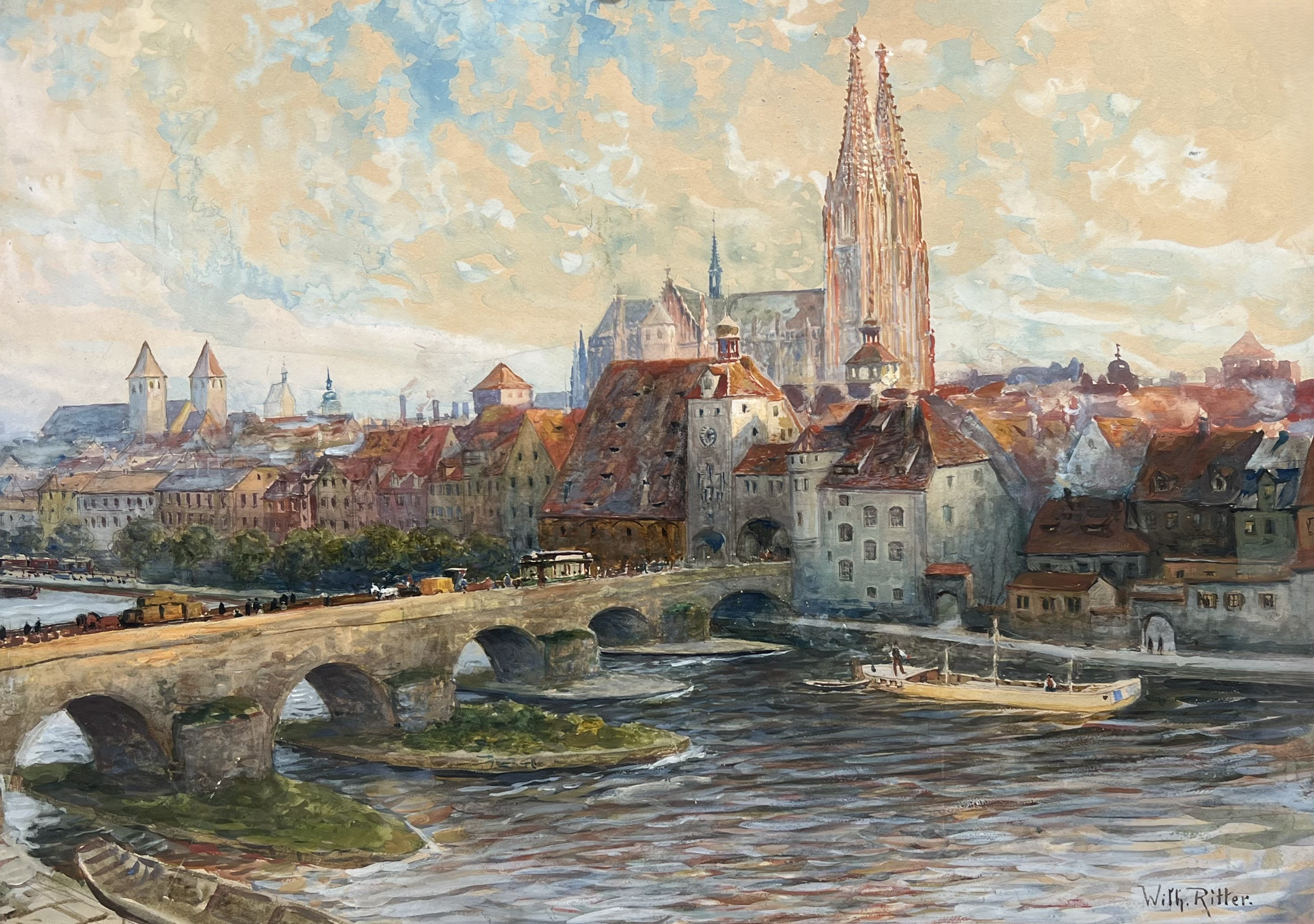
Blick auf Regensburg